# Alfredo Cavero
Alfredo Cavero Piaggo (Lima, 16 de abril de 1923 - 18 de junio del 2008) fue un futbolista peruano. Se desempeñaba como defensa y es reconocido por ser el primer capitán en la historia del Sporting Cristal junto a Alberto Del Solar, en el primer campeonato de la institución rimense.
Muchas veces decía tener como apellidos "Cavero Mattos", siendo el segundo el apellido de la señora que lo crio en su niñez.

## Trayectoria
Alfredo Cavero hizo su debut en el Sporting Tabaco en 1945. Luego jugó en la época del "Dorado" colombiano en el América de Cali en 1949 donde destacó junto a su compañero rimense Leonidas 'Tundete' Mendoza.
Regresó al Sporting Tabaco en 1953, fue uno de los que pasó a Sporting Cristal que participó en el torneo 1956, ese año se consolidó como baluarte en la defensa donde le dieron la capitanía (junto a Alberto Del Solar) por recomendación del experimentado Rafael Asca, a fines de ese año se consagró campeón.
Se retiró en 1958 para dedicarse al periodismo deportivo.

## Clubes
| Club             | País     | Año         |
| ---------------- | -------- | ----------- |
| Sporting Tabaco  | Perú     | 1945 - 1948 |
| América de Cali  | Colombia | 1949 - 1952 |
| Sporting Tabaco  | Perú     | 1953 - 1955 |
| Sporting Cristal | Perú     | 1956 - 1958 |

## Palmarés
| Título                    | Club             | País | Año  |
| ------------------------- | ---------------- | ---- | ---- |
| Primera División del Perú | Sporting Cristal | Perú | 1956 |